# Hping
Hping je volně šiřitelný generátor a analyzátor paketů pro TCP/IP protokol od Salvatore Sanfilippo (také známý jako Antirez).
Hping je de facto jeden z nástrojů pro bezpečnostní prověrky, testování firewallů a sítí. Jeho autor vynalezl skenovací techniku idle scan, která je nyní implementována v nástroji Nmap Security Scanner. Nová verze hpingu (hping3) používá skriptovací jazyk Tcl a implementuje nástroj, který pracuje s lidmi čitelným popisem TCP/IP paketů, takže programátor je schopen velmi snadno psát skripty, které manipulují nebo analyzují přímo nízkoúrovňové TCP/IP.